# Deux Sœurs (Gauguin)
Deux Sœurs (en tahitien Piti Teina) est un tableau de l'artiste postimpressionniste français Paul Gauguin, faisant partie de son cycle tahitien, conservé au musée de l'Ermitage à Saint-Pétersbourg.

## Description
Le tableau représente deux filles : l'aînée, âgée d'une dizaine d'années, vêtue d'une robe rose, a posé sa main gauche sur l'épaule de sa sœur cadette, âgée d'environ cinq ou six ans, qui porte une robe rouge. Les regards des filles sont dirigés dans des directions différentes. En bas à gauche se trouve le titre du tableau en tahitien Piti Teina et la signature de l'artiste avec la date P Gauguin 92.
Le tableau a été peint en 1892, lors du premier voyage de Gauguin à Tahiti. Dans un carnet de croquis tahitien conservé au Louvre, il y a deux croquis au crayon avec des portraits de filles, ayant une nette ressemblance avec les personnages du tableau. Les noms de ces filles y sont également inscrits : l'aînée s'appelle Tetua, la plus jeune s'appelle Tehapai. Il existe également un dessin séparé représentant une fille plus âgée, Tetua (papier, encre, crayon, 16,5 × 10,7 cm) ; ce dessin se trouve dans une collection privée (le 8 mai 2013, il a été mis aux enchères chez Sotheby's). Malgré le fait que ces dessins aient été publiés en 1954, on a longtemps cru qu'ils étaient indépendants, car l'image restait inconnue des chercheurs. Dans le catalogue raisonné de l'œuvre de Gauguin, sous le n° 425, figure un autre dessin de Gauguin représentant Tetua, datant de 1891 - « Petite Tahitienne aux mains levées » : ce dessin se trouve aujourd'hui à New York au Museum of Modern Art. Plus tard, la composition de ce dessin a été reprise dans le croquis « Fille tahitienne au paréo rose », conservé à l'Art Institute of Chicago.

## Histoire
Le tableau n'a été montré au public pour la première fois qu'en 1995 lors de l'exposition d'art des trophées de l'Ermitage. Depuis 2001, il fait partie de l'exposition permanente de l'Ermitage et est exposé depuis fin 2014 dans la galerie à la mémoire de Sergueï Chtchoukine et des frères Morozov dans le palais de l'état-major (salle 411).

## Source de traduction
- (ru) Cet article est partiellement ou en totalité issu de l’article de Wikipédia en russe intitulé « Две сестры (картина Гогена) » (voir la liste des auteurs).